# Черных, Валентин Матвеевич
Валентин Матвеевич Черных (1902—1997) — советский хозяйственный и политический деятель.

## Биография
Родился в 1902 году в посёлке Поворино. Член КПСС.
С 1923 года — на хозяйственной, общественной и политической работе.
В 1923—1941 гг. — машинист водокачки станции Летяжевка Рязано-Уральской железной дороги, секретарь Самойловского райкома ВЛКСМ, помощник начальника отделения по комсомолу ряда отделений Приволжской железной дороги, инструктор, заведующий сектором политотдела Приволжской железной дороги.
В 1941—1950 гг. — начальник политотдела Саратовского отделения, второй секретарь Октябрьского райкома ВКП(б) города Саратова, заведующий транспортным отделом Саратовского горкома ВКП(б), заместитель начальника политотдела Саратовского отделения Рязано-Уральской железной дороги.
В 1950—1952 гг. — первый секретарь Ртищевского горкома ВКП(б).
В 1952—1954 гг. — первый секретарь Кировского райкома ВКП(б) города Саратова.
В 1954—1955 гг. — второй секретарь Саратовского горкома КПСС.
В 1955—1963 гг. — заведующий отделом агитации и пропаганды Саратовского горкома КПСС.
В 1963—1975 гг. — секретарь Саратовского обкома КПСС.
В 1975—1986 гг. — доцент кафедры партийного и советского строительства Саратовской областной партийной школы.
В 1987—1990 гг. — председатель президиума Саратовского областного совета ветеранов войны и труда.
Делегат XIX конференции КПСС.
Умер в 1997 году в Саратове.